# Henrymeyerita
La henrymeyerita és un mineral de la classe dels òxids, que pertany al grup de la priderita. Rep el nom en honor de Henry Oostenwald Albetjin Meyer (1937-1995), professor de la Universitat de Purdue pels seus estudis sobre els diamants.

## Característiques
La henrymeyerita és un òxid de fórmula química Ba(Ti₇Fe2+)O16. És una espècie aprovada com a espècie vàlida per l'Associació Mineralògica Internacional i publicada per primera vegada l'any 2000. Cristal·litza en el sistema tetragonal. La seva duresa a l'escala de Mohs es troba entre 5 i 6.
Segons la classificació de Nickel-Strunz, la henrymeyerita pertany a «04.DK: Òxids amb proporció Metall:Oxigen = 1:2 i similars, amb cations grans (+- mida mitjana); estructures de túnel» juntament amb els següents minerals: akaganeïta, coronadita, criptomelana, hol·landita, manjiroïta, mannardita, priderita, redledgeïta, estronciomelana, romanechita i todorokita.

## Formació i jaciments
Va ser descoberta a la mina Kovdor Zheleznyi, situada al massís de Kovdor, a la península de Kola (óblast de Múrmansk, Rússia). També ha estat descrita en altres indrets del país, com per exemple als massissos de Jibiny i Lovozero, així com a Montana (Estats Units), a la regió de Vysočina (República Txeca), i a l'Antàrtida.